# Cupra Tavascan
Cupra Tavascan — компактний позашляховик із акумуляторною батареєю (сегмент С), який виробляє Volkswagen Anhui, спільним підприємством Volkswagen (75 %) і китайської компанії JAC Group (25 %), і продається під брендом Cupra, дочірнім підрозділом SEAT.

## Опис

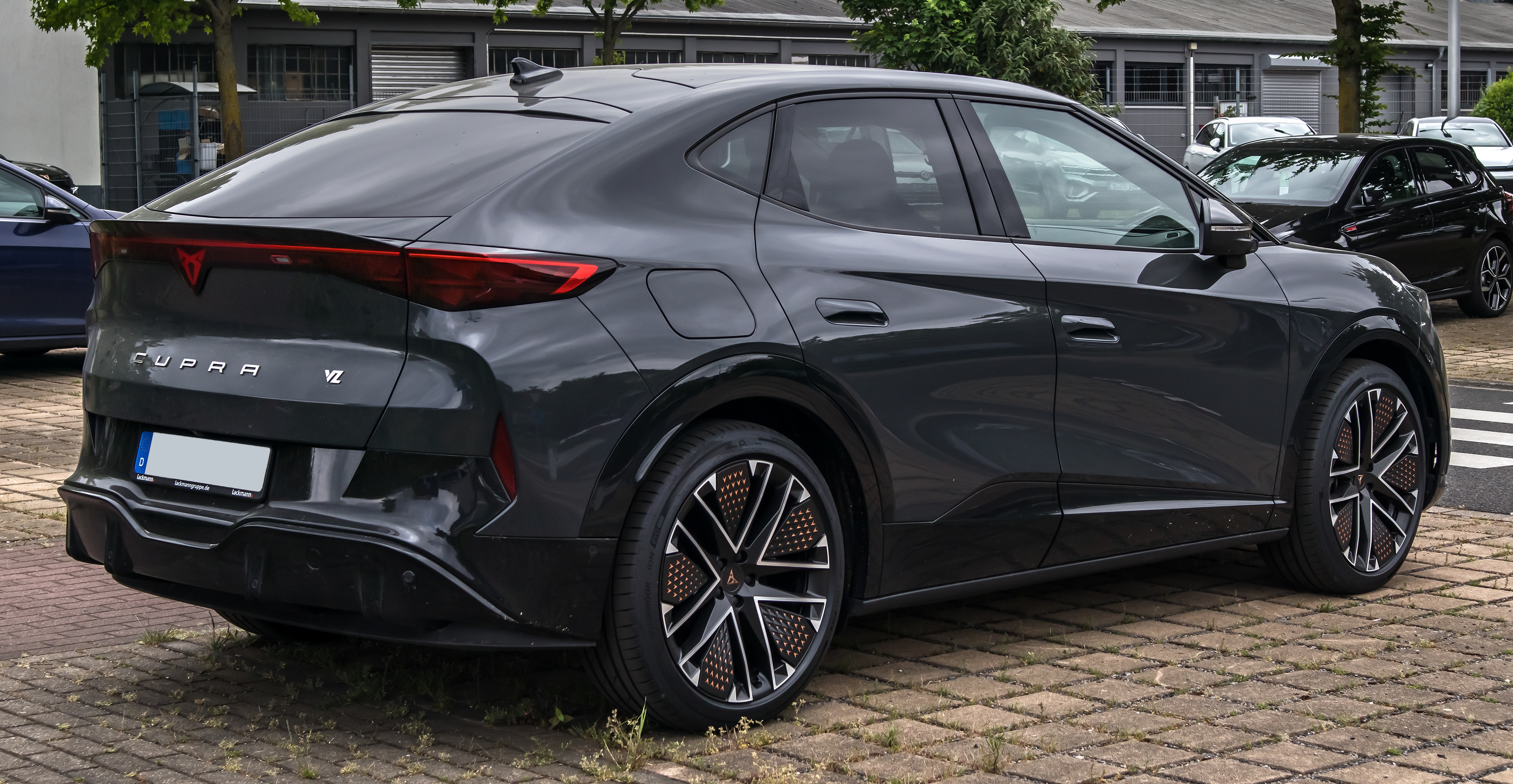
Cupra Tavascan VZ 4Drive

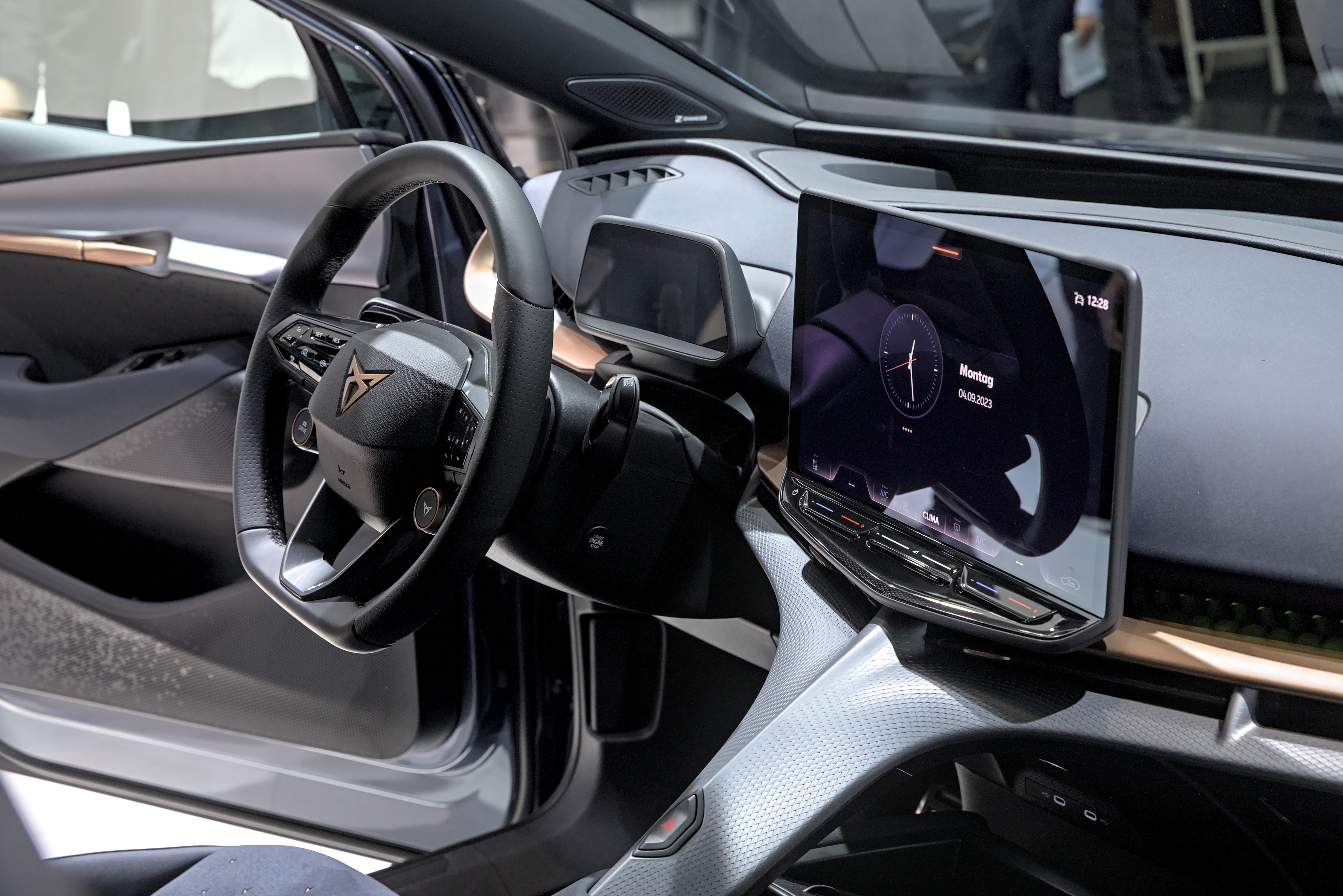

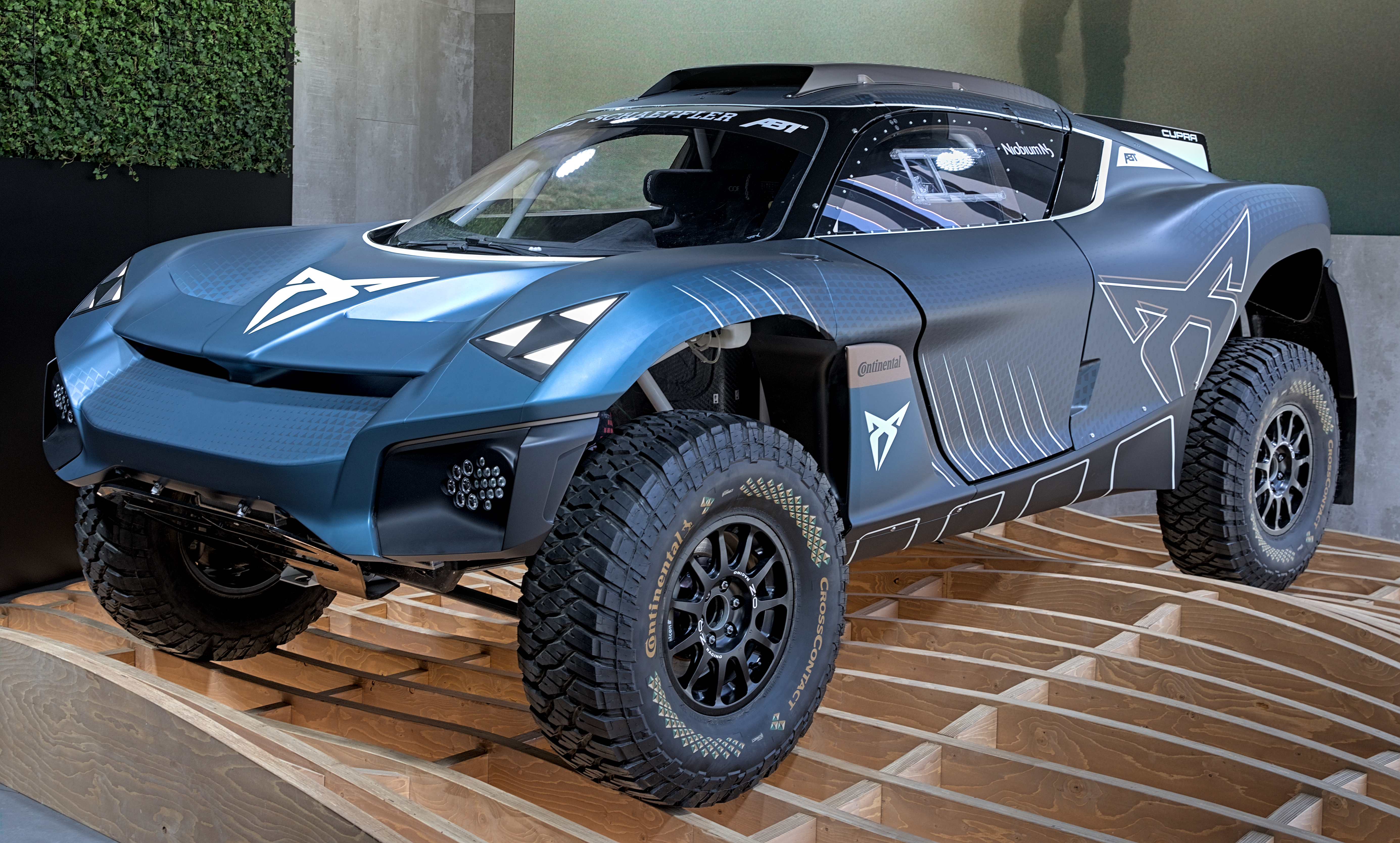
Cupra Tavascan Extreme E Concept

### Концепт-кар
Концепт-кар Cupra Tavascan вперше був представлений у 2019 році на Міжнародному автомобільному салоні у Франкфурті.

### Tavascan Extreme E
Cupra Tavascan Extreme E був представлений на виставці IAA Mobility у Мюнхені у вересні 2021 році.

### Серійна версія
У березні 2021 року було підтверджено, що транспортний засіб розпочнеться у виробництві, а офіційний запуск відбувся 21 квітня 2023 року. Автомобіль використовує той самий акумулятор ємністю 82 кВт⋅год, що й Volkswagen ID.5, причому топова комплектація має 335 к.с. (250 кВт) та запас ходу 550 км.

#### Volkswagen ID.UNYX
У Китаї, де бренд Cupra відсутній, Tavascan продається з невеликими змінами під назвою Volkswagen ID.UNYX (з 2025 року: Volkswagen ID.UNYX 06).

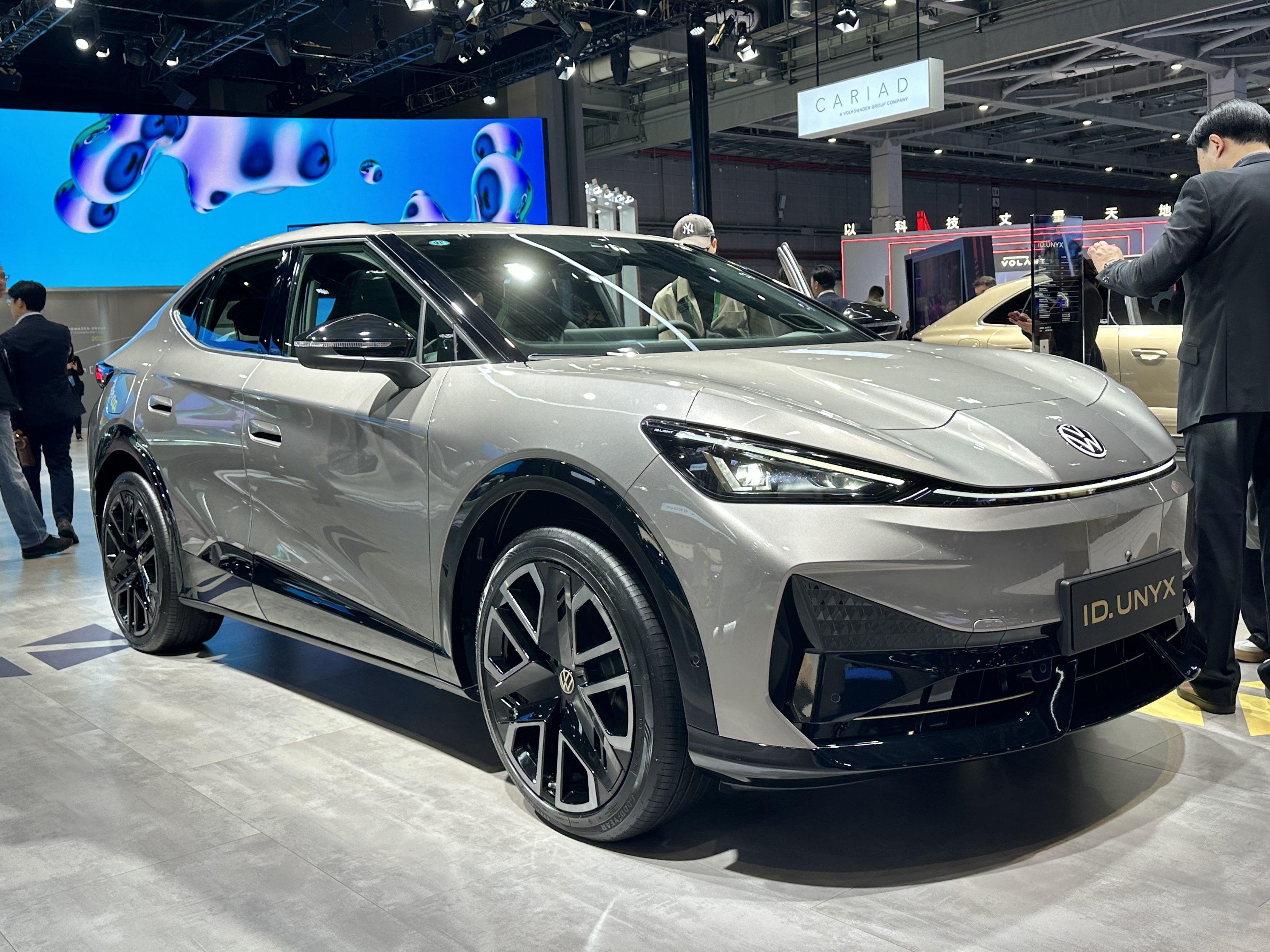
Volkswagen ID.UNYX
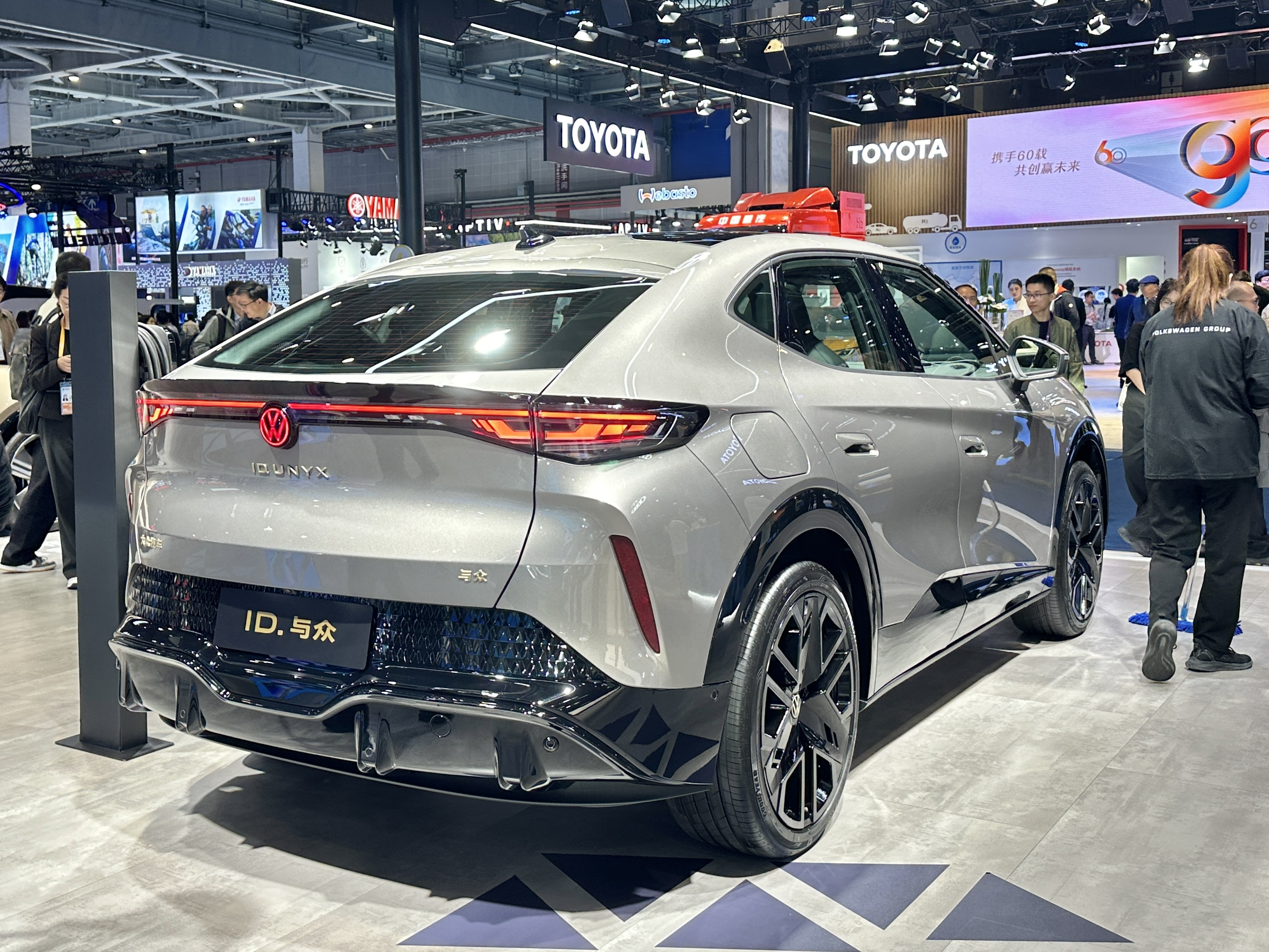
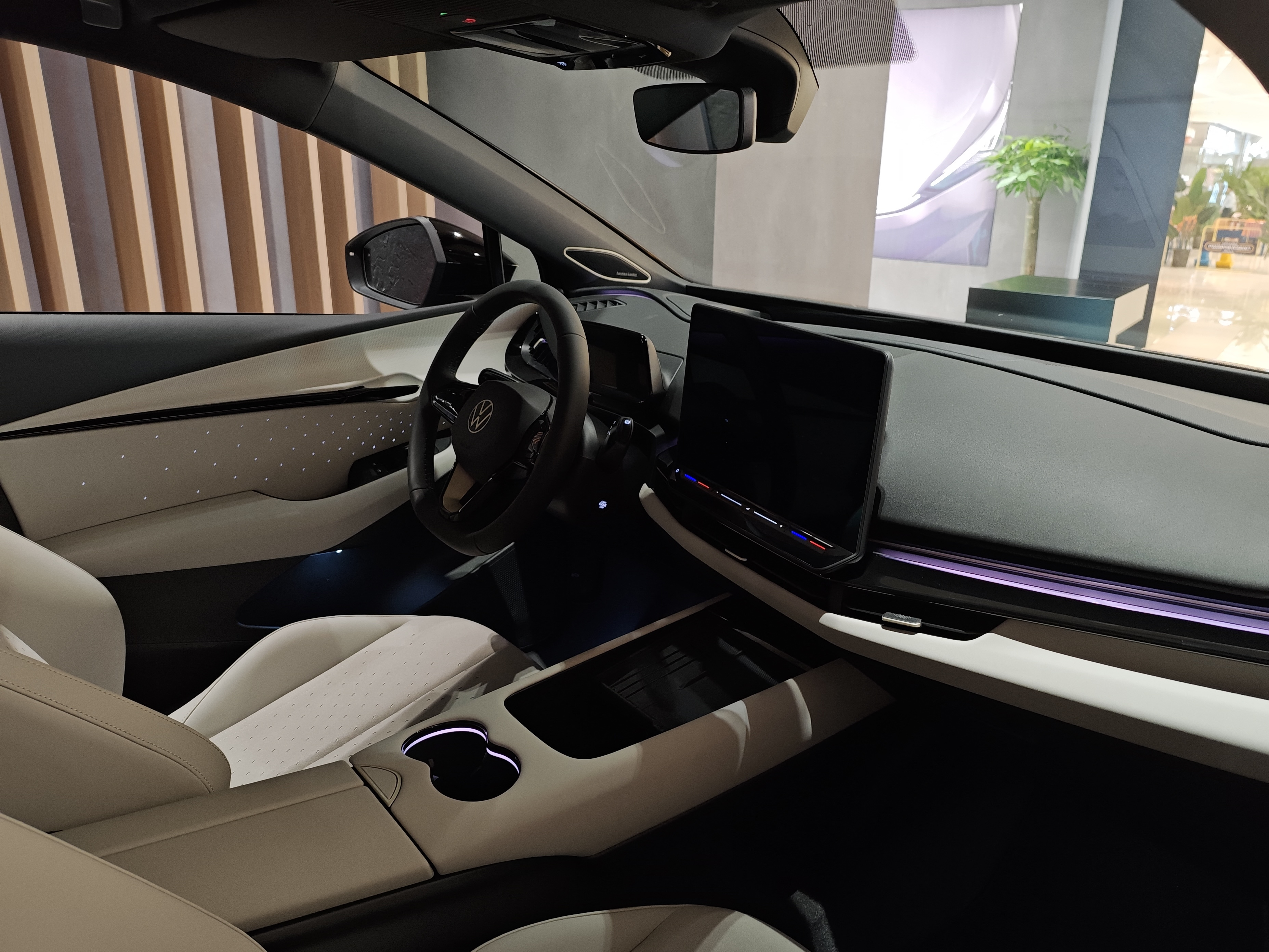

## Безпека
У листопаді 2024 року Tavascan пройшов випробування безпеки транспортних засобів компанією Euro NCAP. Він отримав п'ять із п'яти зірок.

## Технології
Технічно, Tavascan довжиною 4,64 метра схожий на свою сестринську модель Volkswagen ID.4, який також базується на модульній платформі електроприводу (MEB). Автомобіль має синхронний двигун з постійними магнітами потужністю 210 кВт (286 к.с.) на задній осі. У версії VZ це підтримується асинхронним двигуном потужністю 80 кВт (109 к.с.) на передній осі. В результаті отримуємо електричний повний привід. Tavascan використовує літій-іонний акумулятор з ємністю 77 кВт⋅год як накопичувач енергії. Це забезпечує запас ходу на електротязі до 569 км згідно з циклом WLTP. Коефіцієнт опору (cw) Tavascan становить 0,27.

## Модифікації
| Модель                   | Потужність к. с. | Крутний момент Н·м | Ємність акумулятора, кВт·год | Ємність акумулятора, кВт·год | Пробіг WLTP |
| Модель                   | Потужність к. с. | Крутний момент Н·м | брутто                       | нетто                        | Пробіг WLTP |
| ------------------------ | ---------------- | ------------------ | ---------------------------- | ---------------------------- | ----------- |
| Cupra Tavascan Endurance | 286              | 545                | 82                           | 77                           | 501–569 км  |
| Cupra Tavascan VZ        | 340              | 134+545            | 82                           | 77                           | 477–521 км  |
| Volkswagen ID.UNYX Pure  | 231              | 310                | 55                           | 52                           | 426 км      |
| Volkswagen ID.UNYX Pro   | 231              | 310                | 82                           | 77                           | 621 км      |
| Volkswagen ID.UNYX Ultra | 231              | 310                | 82                           | 77                           | 621 км      |
| Volkswagen ID.UNYX Max   | 340              | 472                | 82                           | 77                           | 565 км      |